# Sånglärka
För andra betydelser, se Lärka (olika betydelser)
Sånglärka (Alauda arvensis) är en fågel i familjen lärkor. Den förekommer i Eurasien och Nordafrika, i öppna landskap och ofta på och kring jordbruksmark. Fågeln livnär sig på insekter och frön. Den är känd för sin sång och har på svenska tidigare ofta benämnts lärka. 

## Utseende
Sånglärkan mäter 16–18 centimeter på längden, har ett vingspann på 30–36 centimeter och väger 33–45 gram. Den är på ovansidan gråbrunspräcklig med ljusa fjäderkanter. Halsen och bröstet är vita, med gul anstrykning och täta, svartaktiga fläckar som slutar tvärt mot den ostreckade buken som är vit med svagare gul anstrykning. Ovansidan av vingpennorna är svartaktiga med rödbruna kanter och ovansidan av vingen har en vitaktig bakkant, medan undersidan av vingen är gråvit Stjärten är trefägad: de yttersta pennorna är i olika grad vita, sedan följer svarta pennor medan de mellersta pennparen är brunaktiga.

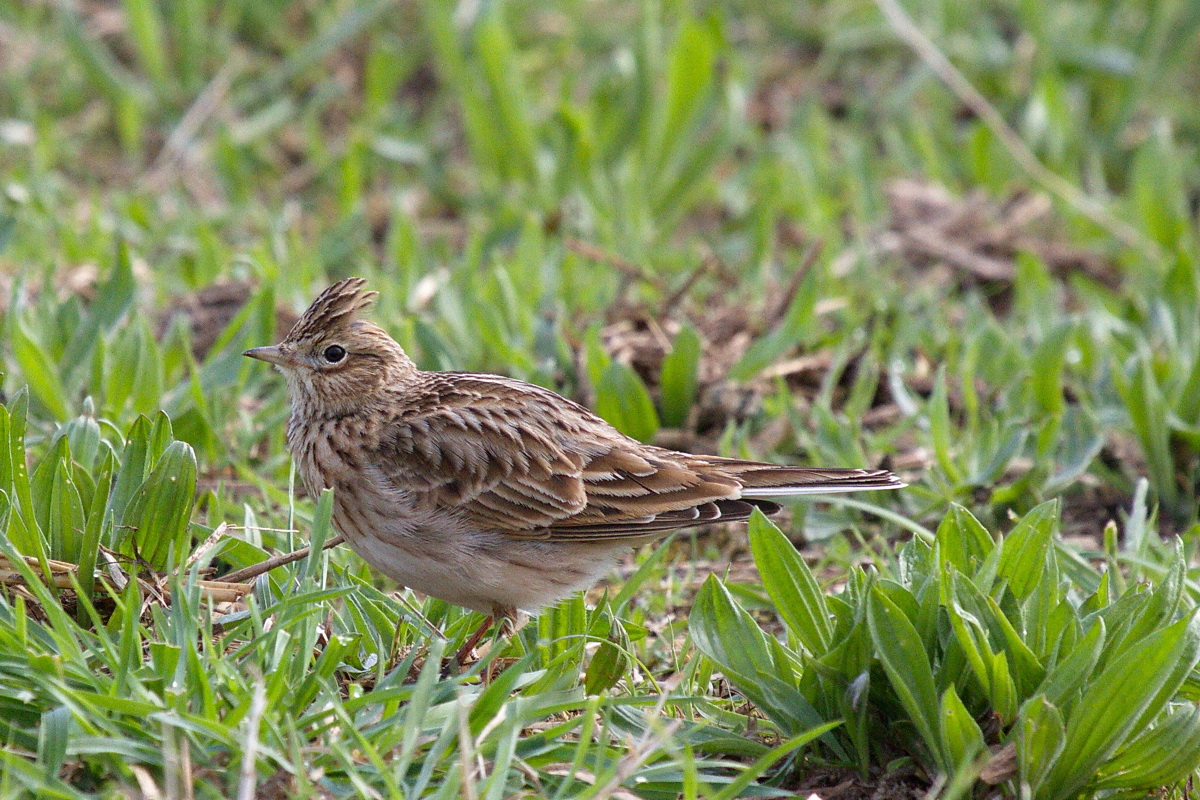

## Läten
Sånglärkan framför sin drillande sång under spelflykt då lärkan ryttlar högt upp i luften för att långsamt sänka sig ned mot marken. Sången består av frenetiskt snabba strofer med kvitter, visslingar, rullande toner och härmningar. Stroferna är mycket utdragna och kan pågå mellan tre och hela 15 minuter.
Bland locklätena hörs flera olika torrt drillande varianter, exempelvis "prrit", vid oro pipigare "p(riih".

## Utbredning och systematik
Sånglärkan häckar i stora delar av Palearktis till största delen söder om polcirkeln och förutom i ökenområden. Merparten är flyttfåglar. Men i områden i västra Europa, så långt norr ut som Irland och utmed merparten av dess sydliga utbredningsområde förekommer den året om. Många av de nordliga flyttfåglarna övervintrar i dessa sydligare häckningsområden medan de sydligare populationerna drar sig ännu längre söderut om vintern och återfinns bland annat kring Medelhavet i norra Afrika, på Arabiska halvön, i Iran, Pakistan och Afghanistan och i nordöstra Kina. 
Hur många underarter sånglärkan bör delas in i är omtvistat. Tongivande internationella auktoriteterna Clements m.fl. och International Ornithological Congress (IOC) anger 13, med följande utbredning:
- arvensis-gruppen
  - Alauda arvensis arvensis – Azorerna samt Europa från Wales till Norge, Uralbergen och Alperna
  - Alauda arvensis scotica – Irland, nordvästra England, Skottland och Färöarna
  - Alauda arvensis guillelmi – norra Portugal och nordvästra Spanien
  - Alauda arvensis sierrae – centrala och södra Portugal till södra Spanien
  - Alauda arvensis harterti – bergstrakter i nordvästra Afrika
  - Alauda arvensis cantarella – södra Europa till Balkanområdet, Krimhalvön och Iran, vintertid till Nordafrika
  - Alauda arvensis armenica – Transkaukasien och östra Turkiet till sydvästra Iran (Zagrosbergen och Elburzbergen)
- pekinensis-gruppen
  - Alauda arvensis dulcivox – sydöstra Ryssland till Jenisejsänkan och Afghanistan, vintertid till nordvästra Indien
  - Alauda arvensis kiborti – södra Sibirien till norra Mongoliet, Manchuriet och Korea, vintertid till östra Kina
  - Alauda arvensis pekinensis – nordöstra Sibirien till Ochotska havet, Kamtjatkahalvön och Kurilerna
  - Alauda arvensis lonnbergi – häckar i nordöstra Sibirien, på norra Koreahalvön samt på öarna Shantar and Sakhalin islands); vintertid i nordöstra Kina, Korea och Japan
- japonica-gruppen
  - Alauda arvensis japonica – häckar i Japan och på sydkoreanska ön Cheju-do; övervintrar i södra Japan och i Ryukyuöarna
  - Alauda arvensis intermedia – häckar i sydöstra Sibirien och Korea, möjligen också i nordöstra Kina; övervintrar i sydöstra Kina

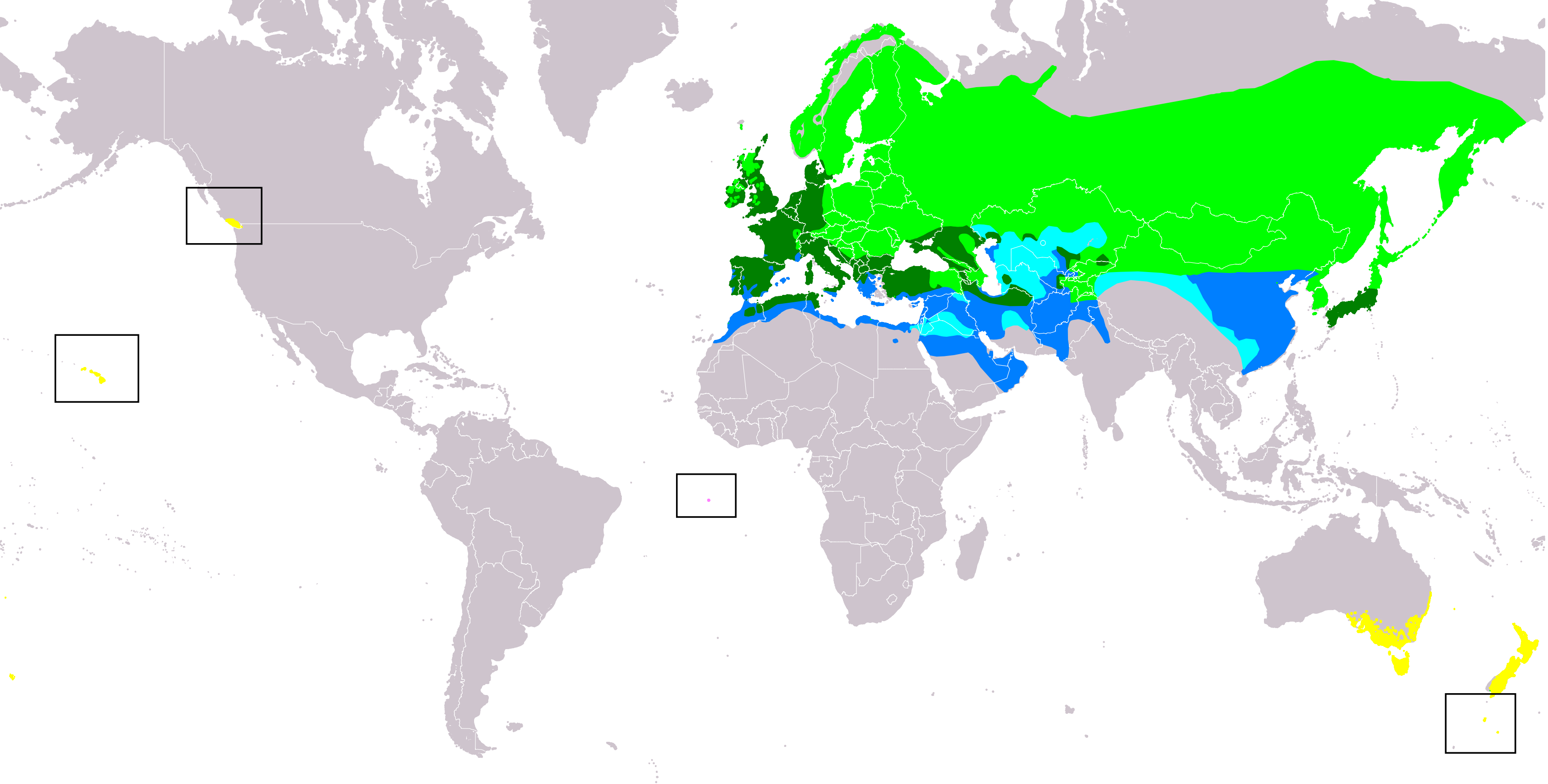
Sånglärkans utbredningsområde.

I verket Handbook of Western Palearctic Birds (Shirihai & Svensson 2018) inkluderas istället cantarella och sierrae i nominatformen.. Även svenska BirdLife Sverige följer denna indelning som baserat på den indelningen gett nominatformen det svenska namnet europeisk sånglärka.
Underarten japonica har tidigare urskilts som egen art alternativt förts till mindre sånglärka (Alauda gulgula). Det finns indikationer på att det förekommer en sympatrisk utbredning mellan japonica och lonnbergi i Yagashiri, väster om norra Hokkaido.

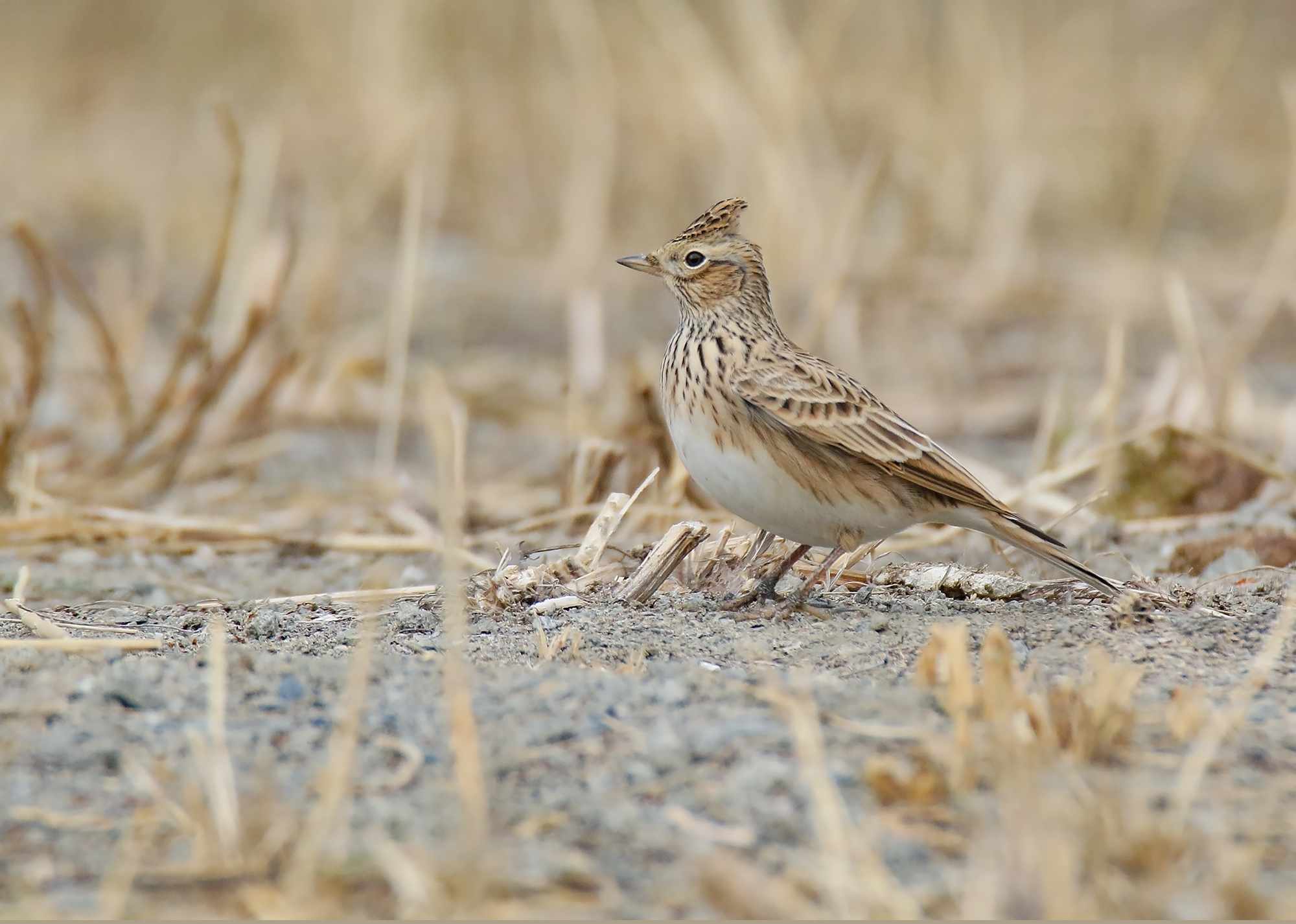
Sånglärka i Pakistan.

Sånglärkan är härdig och stannar om hösten kvar så länge vädret tillåter det. Den flyttar både dag- och nattetid och på våren återvände den till sina nordliga häckningsplatser innan all snö har smält som en av de första flyttfåglarna.

### Introducerade populationer
Individer från Storbritannien har introducerats till ett område nära Vancouver i Alaska där arten nu har etablerats. Den har också introducerats till delstaten Victoria i södra Australien i början av 1850-talet och till andra delar av södra Australien under åren som följde. Den är idag vanlig i området kring Melbourne och på Tasmanien, i sydöstra South Australia och södra delarna av New South Wales. Sånglärkan betecknas inte som invasiv i Australien då den inte anses utgöra något ekonomiskt eller ekologisk hot mot landets biotop. Populationen i Australien häckar från september till januari.
Andra försök till introduktion har skett till öarna i Sankta Helena, Ascension och Tristan da Cunha i södra Atlanten vid minst tre tillfällen under 1800-talet och till Hawaii och Nya Zeeland.

### Sånglärkan i Sverige
Denna lärka häckar allmänt ända upp i Lappland. Dess främsta häckningsbiotop är klövervallar och gräsängar vilket gör att den blir mer sällsynt norr om odlingsgränsen. Sånglärkan anländer ofta till Sverige redan i februari–mars. I september–november flyttar de i Sverige häckande sånglärkorna till Västeuropa. Ett fåtal övervintrar dock i södra Sverige.

## Ekologi
Sånglärkan häckar på åkrar, slätter, hedar och stäpp och är i stora delar av sin utbredning starkt knuten till kulturlandskapet. Den livnär sig på insekter och frön. Den äldsta individ som åldersbestämts med hjälp av ringmärkning var knappt 10 år.

### Häckning
I näringsrika områden kan sånglärkan förekomma i glesa kolonier men vanligast är att de häckar enskilt. Sånglärkan bygger sitt bo av gräs på marken, och honan lägger tre till sex ägg som kläcks efter runt elva dygn. Äggen har en grågrön botten och är täckta av bruna fläckar. Honan ruvar äggen ensam. Ungarna lämnar boet ännu ej flygga efter tio dagar. Sånglärkan lägger vanligen två kullar per år.

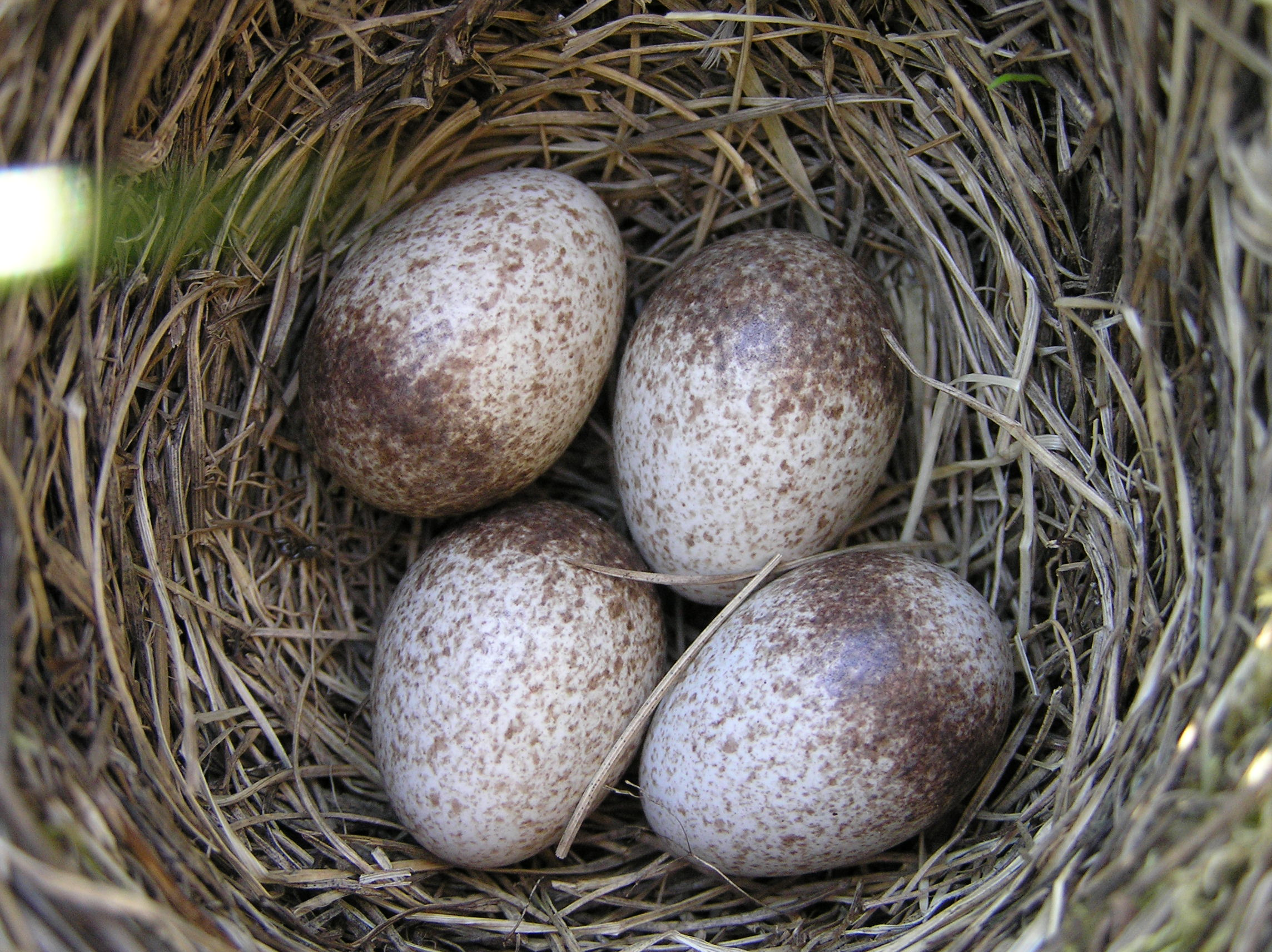
Ett sånglärkebo med ägg.

## Sånglärkan och människan

### Status och hot
Den globala populationen av sånglärka bedöms inte som hotad utan kategoriseras av IUCN som livskraftig (LC). Dock finns det många populationer som är hotade. Under de senaste 40 åren har antalet sånglärkor i Europa mer än halverats.
Sedan 1940- och 50-talet har lärkan minskat i Sverige. I 2010 års rödlista upptogs den som nära hotad (NT), men avfördes igen i 2020 års rödlista och behandlas idag som livskraftig. 2018 uppskattades det svenska beståndet till 800 000 par.

#### Lärkrutor
För att bidra till en positiv utveckling för sånglärkan förekommer det olika projekt. Lantbrukare i exempelvis Storbritannien och Sverige har fått ersättning för att lämna osådda ytor på åkrar där sånglärkor kan landa och hitta mat - så kallade lärkrutor. Det skapar den variation som fågeln behöver och kan bidra till att vända den negativa trenden. Antalet revirhävdande lärkor ökar med upp till 60 procent på fält med lärkrutor. I Sverige är arbetet med lärkrutor ett samarbete mellan Sveriges Lantbruksuniversitet, WWF, BirdLife Sverige och Lantmännen.

### I kulturen
Sånglärkan är omskriven i en mängd prosa, lyrik och musik. Engelskspråkiga exempel är To a Skylark av Percy Bysshe Shelley, The Lark Ascending av George Meredith och Skylarks av Ted Hughes. På svenska skrev bland annat Johan Ludvig Runeberg Lärkan 1870 och i sången Alla fåglar kommit re'n, vilket är den svenska översättningen av Alle Vögel sind schon da från 1835 av Hoffmann von Fallersleben, förekommer den kända strofen Lärkan drillar högt i skyn. Den var Danmarks nationalfågel fram till 1984.

### Namn
Tidigare har den över hela Sverige ofta bara kallats för lärka eller vanlig lärka.